# Richard Bachman

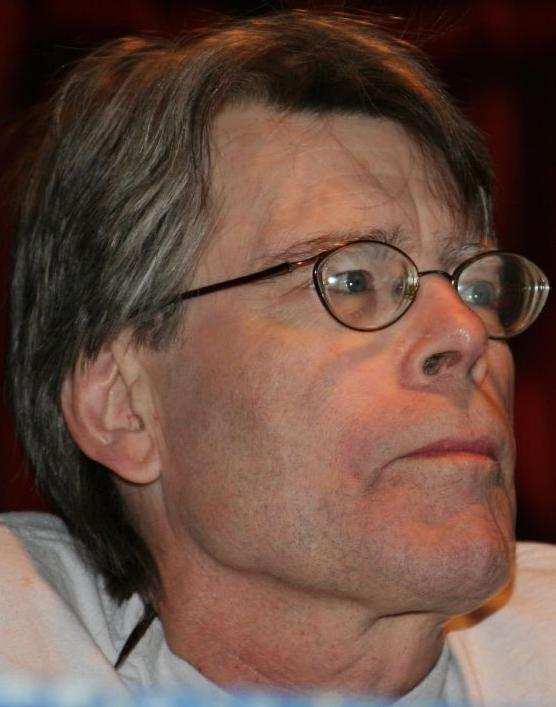
Stephen King, autor estadounidense conocido por sus novelas de terror, que gozaron de gran popularidad. En 2003, King recibió la Medalla de la National Book Foundation por su destacada contribución a las letras estadounidenses. Foto tomada en la Comic-Con de Nueva York de 2007.

Richard Bachman es el seudónimo con el que el escritor estadounidense Stephen King (Portland, Maine, 21 de septiembre de 1947) ha publicado los siguientes libros:
- 1977 - Rabia (Rage).
- 1979 - La larga marcha (The Long Walk).
- 1981 - Carretera maldita (Roadwork).
- 1982 - El  Fugitivo (The Running Man).
- 1984 - Maleficio (Thinner).
- 1996 - Posesión (The Regulators).
- 2007 - Blaze (Blaze).